# Jenn Proske
Jennifer Proske (Toronto, 8 agosto 1987) è un'attrice canadese naturalizzata statunitense, principalmente nota per il ruolo di Becca Crane nel film parodia Mordimi.

## Biografia
Jenn Proske nasce a Toronto, in Canada, da un'ex-ballerina statunitense e da un graphic designer canadese nato e cresciuto in Slovenia, a Kranjska Gora, proprietari di un negozio di panini. La sua famiglia, della quale fa parte anche la sorella minore Becca, si trasferisce nella Contea di Orange, in California, quattro anni dopo la sua nascita. Qui viene coinvolta nelle rappresentazioni teatrali per bambini: all'età di 6 anni, interpreta il nano Ticklish in una versione per bambini di Biancaneve e i sette nani. Continua a recitare anche al liceo e frequenta la Tesoro High School. Trascorre sei mesi in Australia, presso la Sydney Theatre Company, a studiare e a lavorare, guidata da Cate Blanchett e Andrew Upton. A maggio 2009 si laurea con lode in recitazione al College of Fine Arts della Boston University, dove consegue anche un Master in giustizia criminale. Lascia poi il lavoro di floral designer presso il Saint Regis resort della Contea di Orange e si trasferisce a Los Angeles per diventare un'attrice.

### Vita privata
Nel 2012, Proske si fidanza con l'attore Stephen Schneider. Il matrimonio viene celebrato il 26 maggio 2013 dopo la conversione dell'attrice all'ebraismo. Il 28 marzo 2015, Proske partorisce una bambina, Ava Morata Schneider. Nel 2018 hanno un figlio maschio.

## Carriera
Dopo aver recitato in numerose rappresentazioni teatrali al liceo e all'università, Proske ottiene il suo primo ruolo professionale in Steel Magnolias di Robert Harling, nel 2008, dove interpreta Shelby. Nel 2009, veste i panni di Titania e Ippolita in A Midsummer Night's Dream al Mysterium Theater di Santa Ana e recita nel ruolo di Mariah in Pope Joan a Off-Broadway.
Ottiene il suo primo ruolo cinematografico nel 2010, nel film Mordimi, dove interpreta Becca Crane, la parodia di Bella Swan della saga di Twilight. Inizialmente, si era presentata al provino per impersonare Iris, la parodia di Alice Cullen, ma le viene poi assegnato il ruolo da protagonista.
Nel 2011 partecipa al cortometraggio The Infamous Exploits of Jack West e recita nel pilot della serie televisiva Home Game, che non vede però un seguito. A ottobre, appare in un breve video intitolato Guy Code diretto da Stephen Schneider. A novembre, interpreta il ruolo di Serena, una ragazza stuprata figlia di un senatore, nell'ottavo e nel nono episodio dell'ottava stagione di CSI: NY. Successivamente, canta il brano The Merry Old Land of Oz per il film direct-to-video Tom and Jerry & The Wizard of Oz.
Nel 2012, interpreta Beth nella serie televisiva House of Lies e Dina Van Cleve nel film La rete non dimentica, diretto da John Stimpson. Recita nei panni di Meghan, un'attrice teatrale, nell'episodio Trucchi teatrali della tredicesima stagione di Law & Order - Unità vittime speciali. A maggio è sul set della serie Major Crimes, spin-off di The Closer, mentre ad agosto filma il quarto episodio della serie Beauty and the Beast, trasmesso ad ottobre su The CW. Quello stesso anno, è direttrice della fotografia del cortometraggio televisivo Mental Cases.
Nel 2013 veste i panni di Abby, una ragazza dell'East Coast che si innamora di Mike (Aaron Tveit), nella serie televisiva Graceland. Inoltre, entra nel cast del film indipendente The Monarch of Crystal Falls nel ruolo di Grace Morgan, uno dei membri della famiglia dei protagonisti.

## Teatro

### Attrice
- Stage Door, di Edna Ferber e George F. Kaufman. Teatro della Tesoro High School di Las Flores (2003)[29]
- Much Ado About Nothing, di William Shakespeare. Teatro della Tesoro High School di Las Flores (2004)[30]
- In This Body, di Kira Silverstein, regia di Kira Silverstein. Piven Theatre di Chicago[31]
- Lizzie Stranton (tratto da Lisistrata di Aristofane), di Lydia R. Diamond, regia di Elaine Vaan Hogue. Teatro della Boston University (2008)[32]
- Steel Magnolias, di Robert Harling. Huntington Beach Playhouse di Huntington Beach (2008)[33]
- A Midsummer Night's Dream, di William Shakespeare, regia di Peter Quince[34]. Mysterium Theater di Santa Ana (2009)[35]
- Pope Joan, di Michelle Poynton. Off-Broadway di New York (2009)[36]

### Coreografa
- Aurora Borealis, regia di Judith Chaffee e Micki Taylor-Pinney. Teatro della Boston University

## Filmografia

### Cinema
- Mordimi (Vampires Suck), regia di Jason Friedberg e Aaron Seltzer (2010)
- The Infamous Exploits of Jack West, regia di Reymond Villasenor – cortometraggio (2011)

### Televisione
- Home Game – serie TV, episodio 1x01 (2011)
- CSI: NY – serie TV, episodi 8x08-8x09 (2011)
- House of Lies – serie TV, episodio 1x08 (2012)
- Law & Order - Unità vittime speciali (Law & Order: Special Victims Unit) – serie TV, episodio 13x11 (2012)
- La rete non dimentica (Sexting in Suburbia), regia di John Stimpson – film TV (2012)
- Major Crimes – serie TV, episodio 1x02 (2012)
- Beauty and the Beast – serie TV, episodio 1x04 (2012)
- Graceland – serie TV, 6 episodi (2013)
- Rizzoli & Isles – serie TV, episodio 5x02 (2014)
- Cristela – serie TV, episodio 1x04 (2014)

## Riconoscimenti
- 2010 – Beverly Hills Film and TV Festival
  - Best New Actress (Mordimi)[6]

## Doppiatrici italiane
Nelle versioni in italiano dei suoi film, Jenn Proske è stata doppiata da:
- Ilaria Latini in Mordimi.
- Francesca Manicone in Law & Order - Unità vittime speciali.
- Mattea Serpelloni in La rete non dimentica.
- Gemma Donati in Graceland.